# Anolis-marrom
Anolis sagrei é uma espécie de lagartos pertencentes ao vasto gênero Anolis, da família Polychrotidae. Esta espécie é nativa do Caribe, mas foi introduzida no continente norte-americano e hoje em dia pode ser encontrada em várias partes dos Estados Unidos da América, incluindo o Hawaii. A introdução desta espécie teve impacto negativo na população de lagartos nativos do gênero, os Anolis carolinensis. Como muitas espécies invasoras, eles tornaram-se extremamente numerosos em seu novo habitat.

## Características
O Anolis sagrei tem 18 centímetros de comprimento e possui a habilidade de mudar de cor, indo do marrom ao bege, ao verde e ao negro. Assim como o Anolis carolinensis, eles também possuem uma garganta inflável que é usada para exibição.

## Comportamento
Diferente do Anolis carolinensis, o Anolis sagrei prefere viver no chão do que nas árvores. eles tem grande habilidade para correr e saltar. Sua alimentação consiste principalmente de insetos, lagartos menores e ovos.